# Западкі
Западкі (пол. Zapadki, нім. Schrötersau) — село в Польщі, у гміні Вельбарк Щиценського повіту Вармінсько-Мазурського воєводства.
Населення — 29 осіб (2011).
У 1975-1998 роках село належало до Ольштинського воєводства.

## Демографія
Демографічна структура станом на 31 березня 2011 року:
|          | Загалом | Допрацездатний вік | Працездатний вік | Постпрацездатний вік |
| -------- | ------- | ------------------ | ---------------- | -------------------- |
| Чоловіки | 16      | 9                  | 7                | 0                    |
| Жінки    | 13      | 5                  | 6                | 2                    |
| Разом    | 29      | 14                 | 13               | 2                    |